# Jan Abramski
Jan Abramski (ur. 1 czerwca 1922 we wsi Łaś (powiat makowski), zm. 23 lutego 2003 w Szczecinie) – polski duchowny katolicki, od 1978 kanonik gremialny Kapituły Katedralnej a także prałat honorowy Jego Świątobliwości Ojca Świętego, restaurator obiektów sakralnych, członek Komisji ds. Duchowieństwa Synodu Archidiecezji szczecińsko-kamieńskiej. Wieloletni proboszcz parafii pw. Narodzenia Najświętszej Marii Panny w Choszcznie.

## Droga do kapłaństwa
Pochodził z licznej rodziny z Łasi. Razem z nim rodzice mieli sześciu synów i trzy córki. Ojciec Stanisław i matka Marcjanna zajmowali się rolnictwem i wychowaniem dzieci. Do szkoły podstawowej, Jan uczęszczał w swej rodzinnej miejscowości. Następnie podjął naukę w gimnazjum w Pułtusku. Jednak wybuch wojny nie pozwolił na jej ukończenie. Gdy trwała okupacja podjął się tajnego nauczania dzieci w Łasi, sam natomiast poznawał literaturę polską oraz doskonalił znajomość języka niemieckiego. Ponadto swoją wiedzę uzupełniał pobierając naukę od Mirosławy Jurczyńskiej - nauczycielki. Około dwóch lat spędził na robotach w Niemczech, gdzie pracował w fabryce w Größoblingen k. Weimaru. Następnie uciekł do Polski, do swej rodzinnej miejscowości. Po powrocie zasilił oddziały partyzanckie AK, jako "Drwniak". Czas wojny stał się dla niego powodem migracji po Polsce. Po wojnie przez dwa lata pracował jako nauczyciel w Małej Turze k. Płośnicy. W tym właśnie czasie postanowił, iż poświęci się pracy duszpasterskiej. W rezultacie trafił do Gorzowa, gdzie 31 maja 1953 ukończył Wyższe Seminarium Duchowne. Święceń kapłańskich udzielił mu abp Walenty Dymek.

## Praca duszpasterska
Swą posługę pełnił w wielu miejscach, jednak od 3 września 1967 w sposób szczególny związany był z Choszcznem, gdzie pracował przez 31 lat. Był inicjatorem powstania nowych parafii na terenie powiatu choszczeńskiego i odbudowy świątyń. Napływ ludności na te tereny z różnych stron Polski stawiał przed kapłanem nowe wyzwania. Między innymi dążył on do zintegrowania ludności napływowej. Działania te utrudniane były przez ówczesne władze, które represjonowały Kościół. 
W uroczystościach pogrzebowych ks. Jana Abramskiego uczestniczył arcybiskup metropolita szczecińsko-kamieński dr Zygmunt Kamiński i ponad 140 księży. 
Dla upamiętnienia jego osoby i zasług, władze Choszczna podjęły uchwałę o nadaniu nazwy ulicy Księdza Prałata Jana Abramskiego.

## Odznaczenia
- Złoty Krzyż Zasługi nadany przez Prezydenta RP (1992);
- Odznakę honorową „Za zasługi dla województwa gorzowskiego” nadana przez Wojewodę gorzowskiego (1993);
- Brązową, Srebrną i Złotą odznakę „Zasłużony dla Choszczna”;
- Złota Odznaka „Za opiekę nad zabytkami” (1995);
- Odznaka honorowa II Pomorskiego Pułku Rakiet im. Hetmana Koronnego Jana Zamoyskiego w Choszcznie (1995)
- Odznaka Honorowa Sybiraka (1996)
- uhonorowany „Statuetką Choszczna” w plebiscycie „Osobowość Choszczna” (1998).